# Aetobatus narinari
La razza aquila maculata (Aetobatus narinari (Euphrasén, 1790)) è un pesce cartilagineo della famiglia Myliobatidae.
Tradizionalmente, è diffusa a livello globale nelle regioni tropicali, compresi l'Oceano Atlantico, Pacifico e Indiano. Recenti studi hanno però limitato la specie all'Atlantico (compresi i Caraibi e il Golfo del Messico) con le popolazioni delle altre zone riconosciute come razza aquila ocellata (A. ocellatus) e razza aquila a macchie bianche del Pacifico (A. laticeps).

## Descrizione
Le razze aquila maculate hanno un corpo piatto a forma di disco, blu scuro o nero con delle macchie bianche il dorso e con un ventre bianco, e un piatto muso distintivo simile al becco di un'anatra. Le loro code sono più lunghe di quelle altre razze e possono avere 2-6 aculei velenosi sotto le pinne pelviche. La metà anteriore del lungo disco pettorale ha cinque piccole branchie nel lato inferiore.
Le razze aquila maculate adulte possono misurare fino a 5 metri in lunghezza, 3 metri di ampiezza alare e pesare fino a 230 kg.

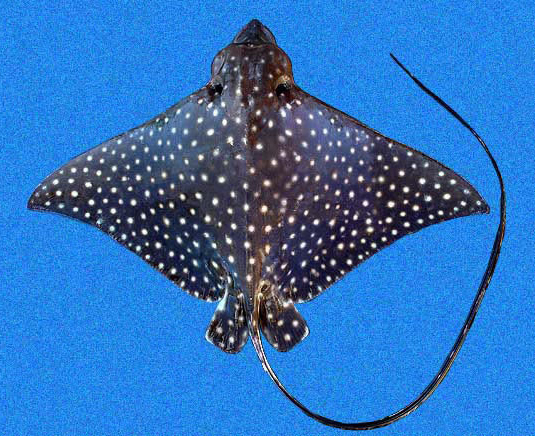
Vista da sopra
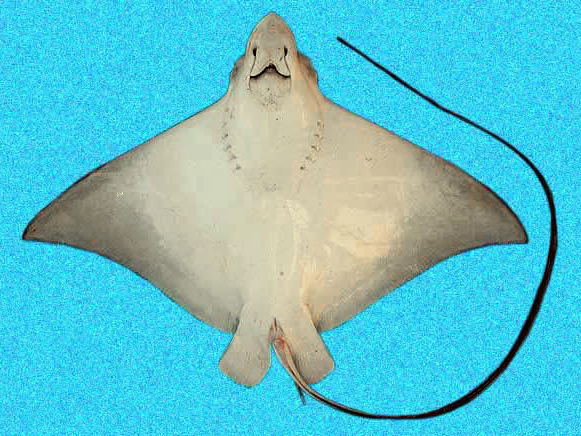
Vista da sotto
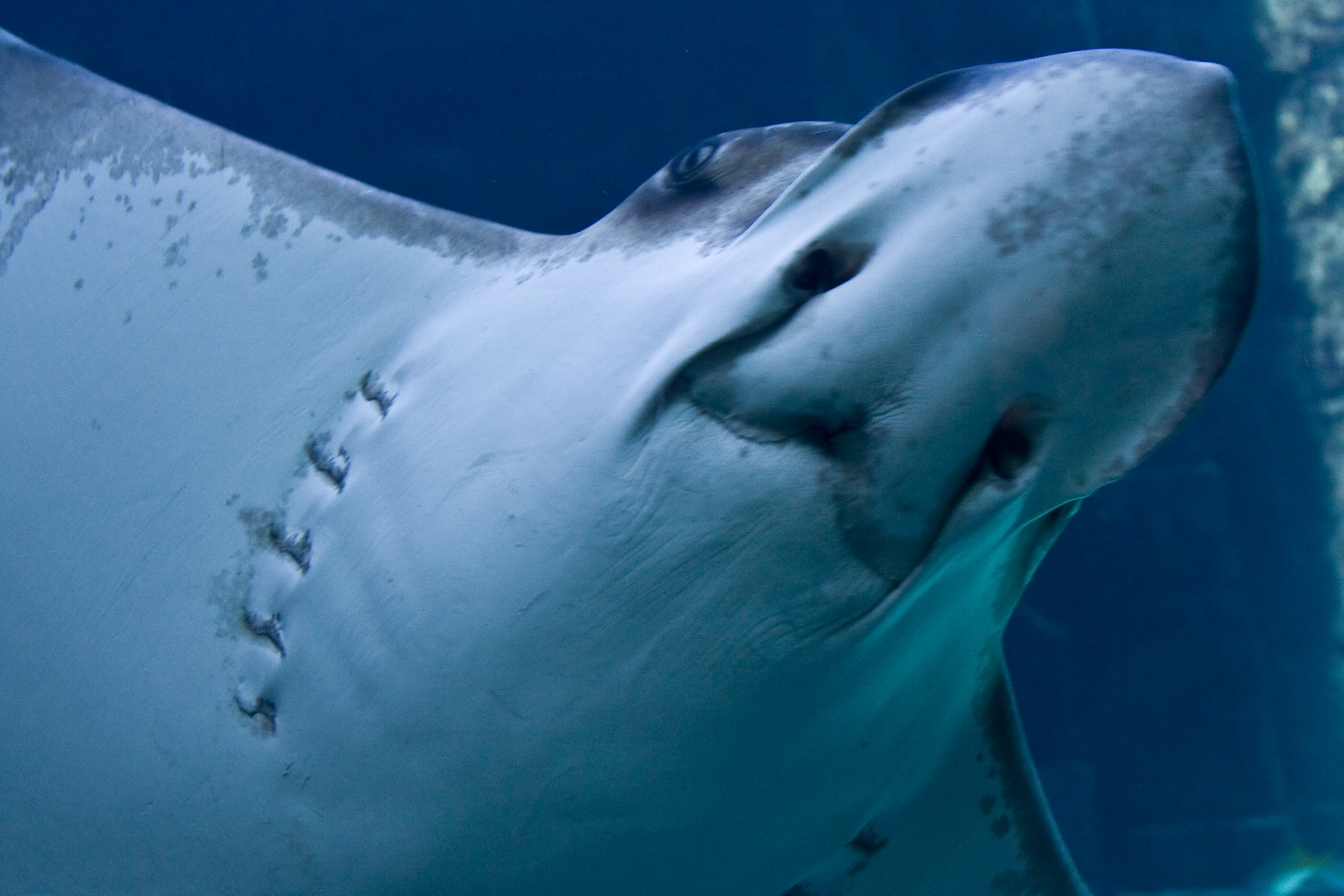
Primo piano del muso

Questa razza può essere riconosciuta dalla sua superficie dorsale, che è nera e ricoperta di macchie o anelli bianchi. Vicino alla base della coda relativamente lunga della razza, sotto la pinna pelvica, si trovano numerosi aculei pungenti e velenosi.

## Biologia
Le razze aquila maculate solitamente sono avvistate da sole, ma occasionalmente nuotano in gruppo. È normale vedere queste razze saltare fuori dall'acqua e, almeno in due occasioni, sono state viste saltare sulle barche, con un incidente che è costato la vita di una donna nelle Florida Keys.
Sono ovovivipari: la femmina trattiene le uova rilasciando poi delle larve simili come aspetto agli adulti.
Normalmente le razze aquila maculate si cibano di piccoli pesci e crostacei, che possono ricercare anche nella sabbia utilizzando il muso per scavare.

## Distribuzione e habitat
Nonostante tradizionalmente si pensi che siano distribuite globalmente, negli oceani tropicali di tutto il mondo, recenti studi hanno ristretto la diffusione di Aetobatus narinari all'oceano Atlantico, basandosi su prove genetiche e morfologiche. Infatti la popolazione Indo-Pacifica è in realtà composta da Aetobatus ocellatus e quella dell'est Pacifico da Aetobatus laticeps.

## Tassonomia
La razza aquila maculata è stata descritta per la prima volta dallo zoologo svedese Bengt Anders Euphrasén come Raja narinari nel 1790 da un esemplare trovato in una località sconosciuta (forse le coste del Brasile) durante un viaggio che fece verso le Antille, e più tardi fu classificata come Stoasodon narinari. Il nome attuale del genere è Aetobatus, che deriva dalle parole greche aetos (aquila) e batis (razza). La razza aquila maculata appartiene alla famiglia delle Myliobatidae, che include la più conosciuta manta.

## Conservazione
La Lista rossa IUCN classifica Aetobatus narinari come in pericolo di estinzione (Endangered).
Questa specie di razze è cacciata da una grande varietà di squali. Sono pescate nel sud-est asiatico e in Africa, e vengono principalmente commerciate con gli acquari. Sono invece specie protetta nella grande barriera corallina.